# Atari QDOS
Atari QDOS je bilo proizvodno kodno ime za operacijski sustav Disk Operating System 4.0 za Atari-jeva 8-bitna računala.
DOS 4.0 su radili za nikad izdano 1450XLD. Prava su vraćena autoru Michaelu Barallu, koji ih je potom dao u javno vlasništvo. Poslije ga je objavio ANTIC Software. DOS 4.0 je rabio blokove umjesto pojedinačnih sektora. Podupirao je pogone jednostavne, poboljšane, dvostruke gustoće kao i jedno- i dvostrane pogodne. DOS 4.0 nije bio kompatibilan s diskovima DOS 2 i DOS 3, no mogao je očitavati datoteke s njih. Također nije automatski prebacivao gustoće, nego je bilo neophodno ići na izbornik i ručno izabrati ispravnu gustoću. 

## Vanjske poveznice
- What are Atari DOS 1, DOS 2.0S, DOS 3, DOS 2.5, and DOS XE? — From the Atari 8-bit FAQ.
- Atari DOS Reference Manual  Arhivirana inačica izvorne stranice od 15. svibnja 2011. (Wayback Machine) — Reference manual for DOS 3.
- Antic Vol.4 No.3 Everything You Wanted To Know About Every DOS
- Atari Dos 4  Arhivirana inačica izvorne stranice od 5. ožujka 2010. (Wayback Machine) Documentation on Atari DOS 4
- BEWE-DOS 1.30  Arhivirana inačica izvorne stranice od 30. studenoga 2009. (Wayback Machine) BEWE-DOS Manual
- XFormer, a free Atari Emulator which needs no ROM's and other items